# David Gilmore

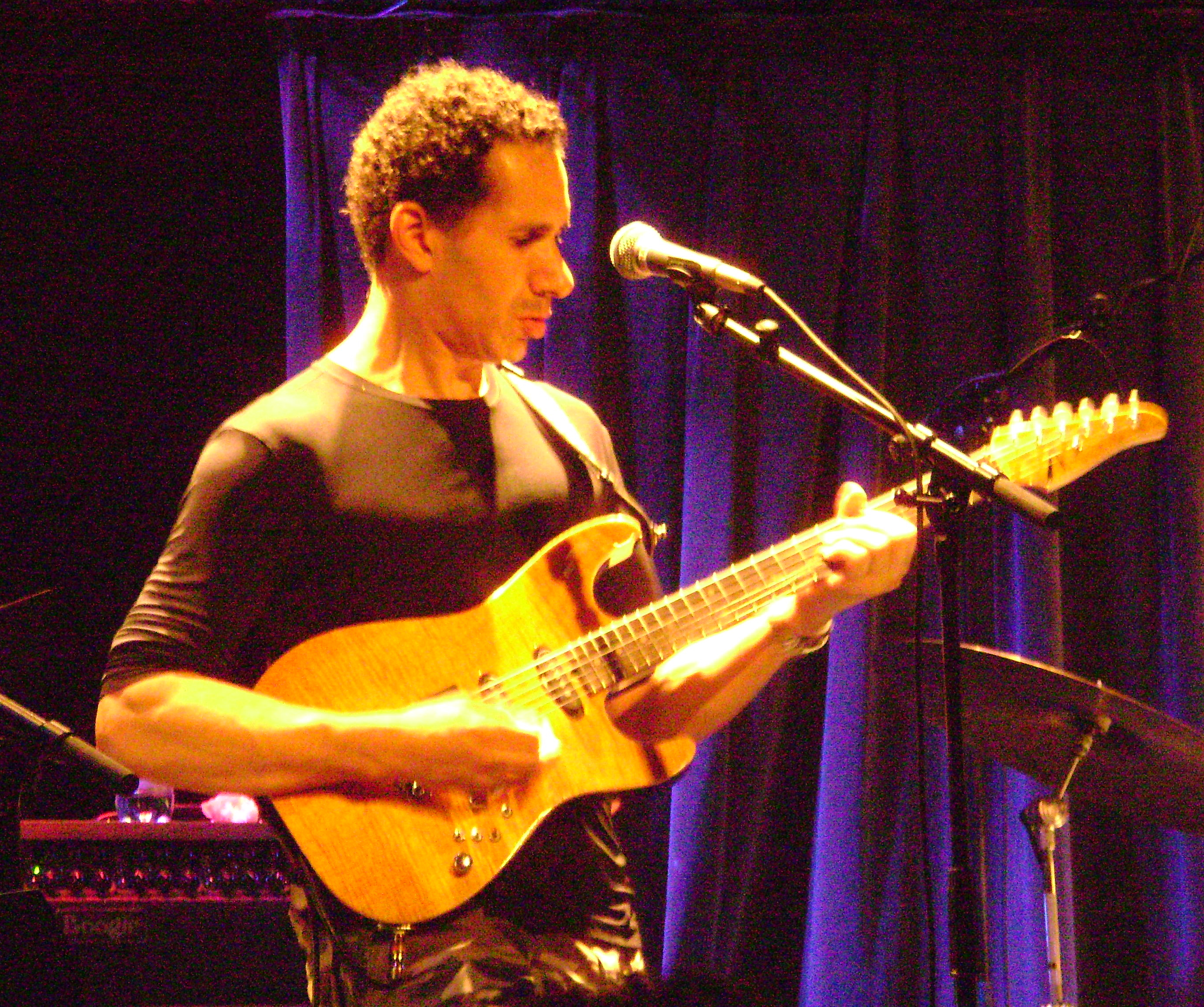
David Gilmore bei einem Auftritt mit Cindy Blackman (Innsbruck 2011)

David Gilmore (* 5. Februar 1964 in Cambridge, Massachusetts) ist ein amerikanischer Jazz-Gitarrist.
Nach einer Gitarrenausbildung bei John Baboian und Randy Roos in Boston studierte er an der Universität von New York City unter Joe Lovano und Jim McNeely. Ab 1987 arbeitete er professionell zunächst mit dem M-Base Collective um Steve Coleman, später auch mit Ronald Shannon Jackson, Trilok Gurtu, Graham Haynes, Robin Eubanks und Lonnie Plaxico. Seit den 1990er Jahren war er Mitglied der Gruppe Lost Tribe, daneben trat er auch mit Me’shell Ndegeocello, Monday Michiru und Tom Lang auf.
1995 wurde er Mitglied der Band von Wayne Shorter. Weiterhin nahm er Alben mit Christian McBride, Carolyn Leonhart, Don Byron und Uri Caine auf und unternahm Tourneen mit Bill Evans, Victor Bailey und Cindy Blackman. 2001 erschien die Debüt-CD Ritualism der Band Kindread Spirits, die er mit seinem Bruder Marque Gilmore, Matt Garrison und Aref Durvesh gegründet hatte. 2006 folgte Unified Presence, auf dem Gilmore zusammen mit Christian McBride, Jeff Tain Watts und Ravi Coltrane spielt. 2017 legte Gilmore das Album  Transitions (Criss Cross) vor.
Außerdem betätigt sich Gilmore auch als Produzent und Komponist. Als Sideman war er u. a. mit Wayne Shorter, Cindy Blackman, Geri Allen, Steve Coleman, Alice Coltrane, Ravi Coltrane, Jack DeJohnette, Rachelle Ferrell, Cyndi Lauper, Branford und Wynton Marsalis, Dianne Reeves, den The Jazz Crusaders, Art Blakey, Adam Rudolph (Resonant Bodies, 2021) und Cassandra Wilson zu hören.